# Facultatea de Psihologie și Științe ale Educației a Universității „Alexandru Ioan Cuza” din Iași
Facultatea de Psihologie și Științe ale Educației este una dintre cele 15 facultăți din cadrul Universității „Alexandru Ioan Cuza” din Iași.

## Istoric
Începutul învățământului universitar de psihologie la Iași este anterior înființării Universității „Al. I. Cuza”. Psihologia figura printre disciplinele filosofice predate la Academia Mihăileană și la Seminarul de la Socola. Odată cu înființarea Universității în 1860, primele cursuri universitare de psihologie și pedagogie (didactică) au fost ținute de Simion Bărnuțiu. Munca sa va fi continuată de Titu Maiorescu, care va ține două cicluri de prelegeri sub titlul Cercetări psihologice.
Catedra de pedagogie, înființată după 1878, a fost ocupată mai întâi de Constantin Dimitrescu-Iași (1878 – 1885) iar apoi, pentru o perioadă mai lungă de timp, de unul dintre marile nume ale științelor educației din România, I. Găvănescu (între 1888-1932). Acesta a fost urmat de Ștefan Bârsănescu, între 1895 – 1965.
La sfârșitul secolului al XIX – lea catedra de psihologie a Universității „Al. I. Cuza” a fost ocupată de Constantin Leonardescu, dar dezvoltarea principală a învățământului universitar ieșean de psihologie este legată de numele lui Mihai Ralea și Vasile Pavelcu. O atenție specială o merită Eduard Gruber, doctor în psihologie la Wundt, care a înființat la Iași primul laborator de psihologie experimentală din țară în 1893.
În perioada postbelică, comunistă, învățământul universitar de psihologie a avut de suferit, fiind considerat „retrograd”, „inutil” sau chiar „subversiv”, ajungându-se chiar la desființarea secțiilor cu profil psihologic pentru o perioadă de circa 20 ani. În tot acest timp, cadrele didactice ale catedrelor de psihologie și de pedagogie au reușit să mențină la un nivel ridicat activitatea lor didactică și de cercetare științifică. (Re)înființarea în cadrul Facultății de Filosofie a secțiilor de Psihologie și Pedagogie la Universitatea „Al. I. Cuza” din Iași după revoluția anticomunistă din decembrie 1989 apare ca un act de dreptate. Puțin surprinzător, chiar și pentru cei mai fervenți susținători, aceste profiluri au cunoscut un succes enorm în rândul tinerilor (la concursul de admitere în facultate s-a ajuns la o concurența de 20 de candidați pe loc) dovadă a necesității lor. În 1997, se realizează o separare, justificată atât administrativ cât și epistemologic, de Facultatea de Filosofie, prin înființarea noii Facultăți de Psihologie și Științe ale Educației.
Perioada de după 1989 este caracterizată de deschiderea către mediile academice și științifice occidentale (numeroase relații de parteneriat cu universități din comunitatea europeană și Statele Unite). Modelul de organizare anterior, de tip sovietic, a fost înlocuit treptat de un sistem mai flexibil, dovadă fiind introducerea sistemului de credite și înființarea celor trei secții de studii postuniversitare precum și introducerea învățământului de colegiu.
După ce a trebuit să depășească dificultățile atât cele datorate sancțiunilor politice anterioare anului 1989 cât și cele legate de o reorganizare într-un timp foarte redus, Facultatea de Psihologie și Științe ale Educației își înfruntă acum viitorul.

## Misiune
Misiunea Facultății de Psihologie și Științe ale Educației, așa cum rezultă din Planul strategic 2016 – 2020, este: să contribuie prin demersuri de cercetare originală la dezvoltarea cunoașterii psihologice și pedagogice, să educe pentru exercitarea cu eficiență și bună credință a profesiilor din domeniile psihologiei și științelor educației, să augmenteze, prin aplicarea și transferul cunoștințelor, prosperitatea comunității locale și a societății românești în ansamblul ei și să asigure studenților săi experiențe sociale și de învățare de cea mai înaltă calitate.

## Obiectivul strategic fundamental
Obiectivul strategic fundamental, care cuprinde toate elementele misiunii asumate și exprimă viziunea despre viitorul dezirabil al organizației, îl reprezintă amplificarea și consolidarea impactului științific și educațional și a prestigiului Facultății de Psihologie și Științe ale Educației din cadrul Universității ”Alexandru Ioan Cuza” pe plan local, național și internațional.

## Profesori
- Ștefan Bârsănescu
- Petre Botezatu
- Mariana Caluschi
- Andrei Cosmovici
- Teodor Cozma
- Constantin Cucoș
- Constantin Dimitrescu-Iași
- Ion Găvănescu
- Alois Gherguț
- Ioan Grigoraș
- Ion Holban
- Luminița Mihaela Iacob
- Constantin Narly
- Adrian Neculau
- Vasile Pavelcu
- Mihai Ralea
- Dorina Sălăvăstru
- Ana Stoica-Constantin
- Ion Străchinaru
- Stela Teodorescu
- Maria Nicoleta Turliuc